# Didier-Pierre Diderot
Didier-Pierre Diderot (Langres (France), 21 mars 1722 - id., 17 novembre 1787) est un chanoine catholique du diocèse de Langres, archidiacre de la cathédrale de Langres.
Il est le frère cadet de l'écrivain Denis Diderot, avec lequel il entretint une relation exécrable en raison de leurs désaccords philosophiques. Leur oncle, Charles Vigneron, était chanoine à la cathédrale de Langres.

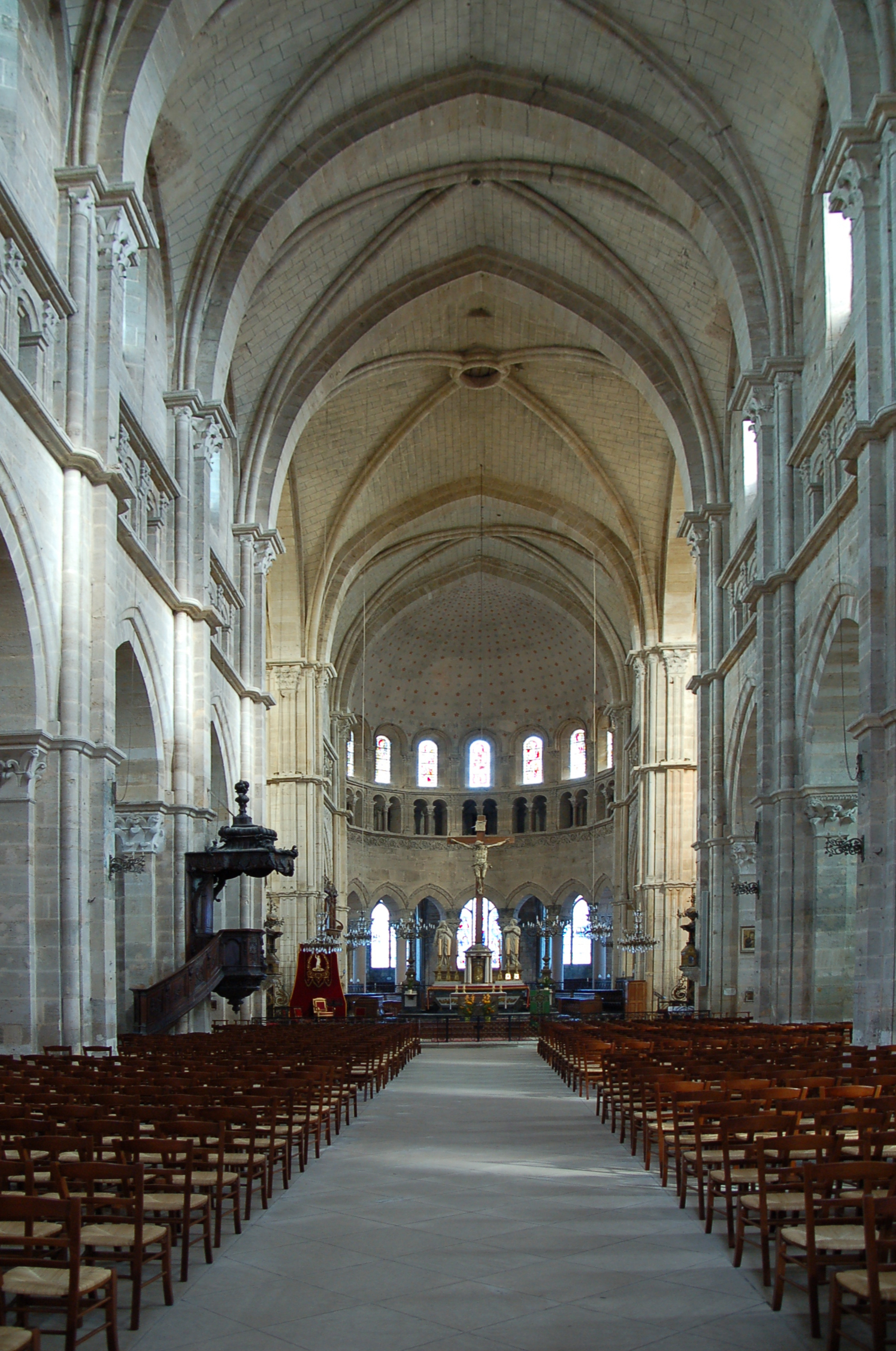
La cathédrale de Langres

## Biographie
Didier-Pierre Diderot est le plus jeune fils de Didier Diderot, coutelier, et de son épouse Angélique Vigneron (12 octobre 1677 - 1er octobre 1748).
Didier-Pierre Diderot a fréquenté le collège jésuite de Langres de 1733 à 1743. De 1743 à 1744, il est au séminaire diocésain à Paris et se forme ensuite au droit. Il termine ses études le vendredi 9 décembre 1746 et retourne à Langres, qu'il ne quittera plus.
Dès 1747, il occupe une charge de secrétaire de l'évêché de Langres.  Il sert ensuite les intérêts du diocèse en tant que  promoteur de l'officialité diocésaine jusqu'en 1757. L'évêque à cette époque était Gilbert Gaspard de Montmorin de Saint-Hérem (1691-1770), grand opposant au jansénisme.
En 1767, Didier-Pierre Diderot devient chanoine de la cathédrale.
À partir de 1770, Didier-Pierre Diderot servira l'évêque César-Guillaume de La Luzerne - qui refusa à la Révolution la constitution civile du clergé.
Didier-Pierre entretint une relation conflictuelle ou au mieux distante avec son frère Denis, athée et engagé dans les idées nouvelles de son siècle. La lettre de Denis à son frère du 29 décembre 1760 atteste de cette opposition et rassemble les idées du futur article Intolérance de l’Encyclopédie. Le refus de Didier-Pierre d'assister au mariage de sa nièce Marie-Angélique le 14 novembre 1772, marquant la rupture définitive entre les deux frères.
En 1787, alors archidiacre, il fonde avec François-Antoine Néret (doyen de la cathédrale) et Héliodore Marcotte de Bauval (chanoine) les écoles chrétiennes de Langres.